# Tepotzotlán
San Pedro Tepotzotlán, o simplemente Tepotzotlán es una ciudad mexicana (aunque con características de pueblo virreinal) ubicada al norte del Estado de México. El municipio forma parte de la zona metropolitana del Valle de México. Localizado a 43.5 km al noroeste del centro de la Ciudad de México. Sus principales atractivos turísticos son el Acueducto de Tepotzotlán y el Museo Nacional del Virreinato el cual utiliza como infraestructura lo que fue el Colegio Jesuita de San Martín y San Francisco Javier y el templo de San Pedro Apóstol, construidos entre los siglos XVII y XVIII por la Compañía de Jesús. Tepotzotlán forma parte del programa turístico Pueblos mágicos de México. Es considerado el municipio más colonial del Valle de México ya que posiblemente su fundación fue en tiempos de la Conquista.

## Toponimia
El nombre de Tepotzotlán es de origen náhuatl; está compuesto por los vocablos tepōtzohtli, "jorobado" y tlan, "lugar cerca o junto a".  La traducción sería "el lugar junto al jorobado", probablemente en alusión a que este lugar se localiza frente a un cerro que semeja una joroba, llamado "El cerro de dos cabezas".
El nombre de Nuevo Toledo se le da por la conquista española al igual que muchos otros lugares que comienzan con Nuevo o Nueva y el nombre de una ciudad Europea.
San  Pedro en alusión al Santo patrono de Tepotzotlán.

## Historia
Tepotzotlán estuvo poblado por los otomíes. Posteriormente fueron sometidos al señorío de Cuautitlán. Luego de la desaparición de los otomíes vino el establecimiento de la cultura teotihuacana; en el transcurso de varios cientos de años la cultura decayó hasta el año 1031. Una de las últimas culturas que se fueron asentando antes de la llegada de los españoles fue la cultura Chichimeca. Después de la conquista de los europeos, el señorío de Cuautitlán se convirtió en una dependencia del Convento de San Francisco de Cuautitlán; posteriormente, en 1580, Tepotzotlán fue cedido a los jesuitas para continuar la evangelización.
En el Museo Nacional del Virreinato, asentado en lo que fuera el Colegio de San Francisco Javier, desde 1919 resguarda alrededor de 15 mil piezas y colecciones de objetos relacionados con la historia colonial del país. Este lugar fue construido entre los siglos XVII y XVIII por parte de la Compañía de Jesús, donde se formaron la mayoría de los jesuitas mexicanos.

## Turismo

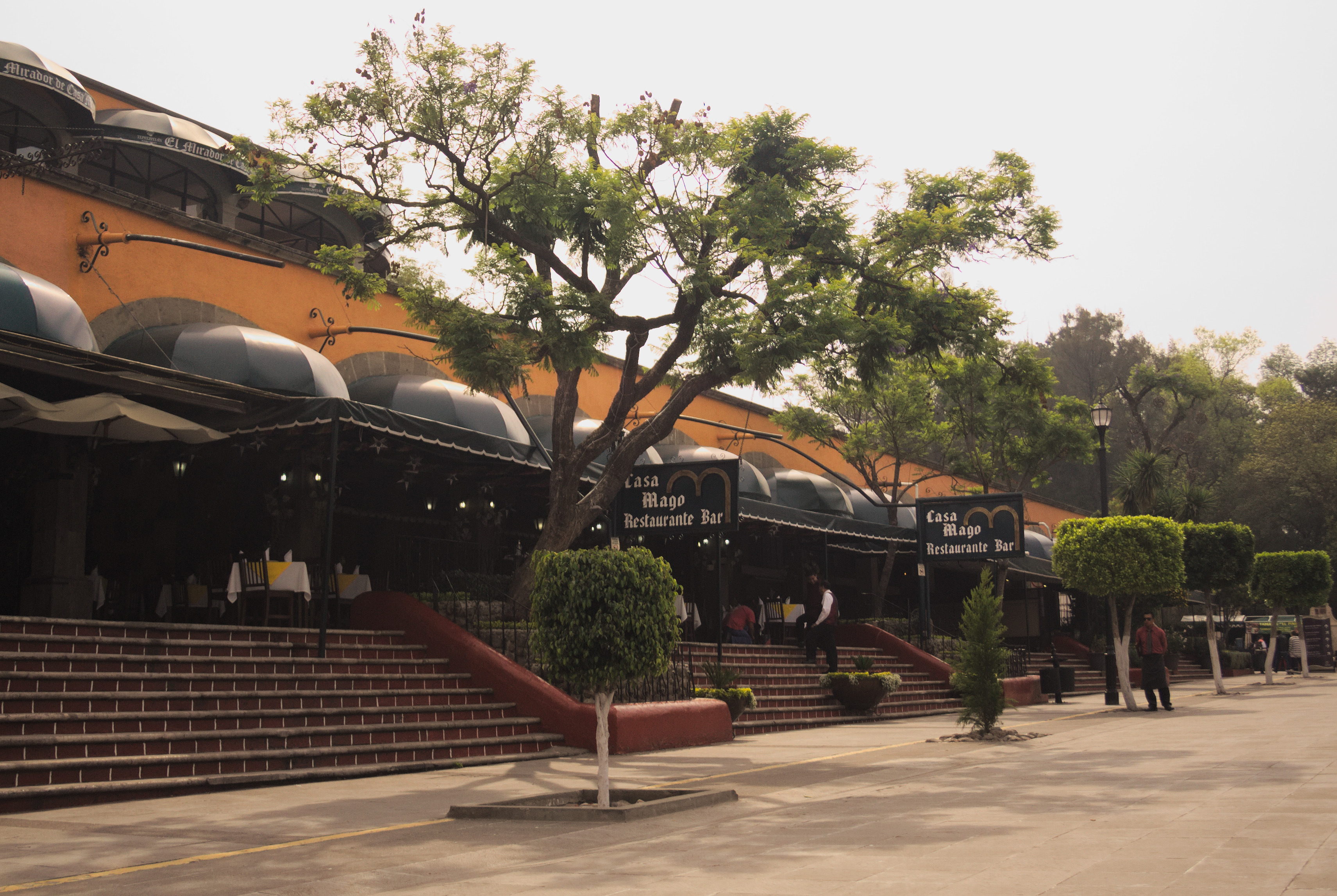
Zona de restaurantes en Tepotzotlán

Sus calles conducen al centro, junto a su enorme plaza rodeada de portales, restaurantes y tiendas de artesanías. Ahí se encuentra una de las más grandes joyas del arte novohispano; los antiguos colegios jesuitas de San Martín y San Francisco Javier, obras del barroco churrigueresco del siglo XVIII, este último alberga hoy al Museo Nacional del Virreinato. 
También se destaca el Parque Estatal Sierra de Tepotzotlán, dedicado a la protección y conservación ecológica y que posee el monumental acueducto de Xalpa, con casi 440 metros de longitud y que también se le conoce como Arcos del Sitio. En esta área se ha acondicionado un centro ecoturístico y de educación ambiental y en el mes de diciembre se celebran de las tradicionales pastorelas, representación teatral del nacimiento de Cristo.
Algunos pueblos cercanos a la cabecera municipal son: Cañada de Cisneros (donde se encuentra el parque ecoturístico y recreativo El Lanzarote), San Miguel Cañadas y Los Dolores, donde aún se hallan los restos de la exhacienda del mismo nombre y se encuentra el parque ecológico Xochitla.
La hacienda "La Concepción" es otro atractivo. Fue construida por la orden de los jesuitas a 15 kilómetros del pueblo. En 1780 fue adquirida por Pedro Romero de Terreros; en 1993 se iniciaron sus trabajos de restauración, respetando cuidadosamente la arquitectura original, finalizaron en 1997.

### Arcos del Sitio
El Acueducto de Xalpa, más conocido como "los Arcos del Sitio" es un monumental acueducto que llevaba el agua desde el río Oro hasta Tepotzotlán. Este, fue construido entre los siglos XVIII y XIX, comenzando por los jesuitas no para llevar agua a su monasterio, sino a la Hacienda de Xalpa, ya que el Colegio Jesuita se abastecía de agua a través de una canalización desde aguas arriba del afluente a lo que es hoy en día Presa de la Concepción. El acueducto no se terminó debido a que los jesuitas fueron expulsados de México en el año 1767. Entonces, no se terminó hasta el siglo XIX por Manuel Romero de Terreros, quien compró la Hacienda al gobierno de México.
El acueducto alcanza 61 metros de altura, con cuatro niveles de arcos. La longitud total del acueducto es de aproximadamente 419 metros y es el más alto en América Latina.

### Centro ecoturístico
También aquí se encuentra el Centro Ecoturístico y de Educación Ambiental que actualmente alberga al Centro Ecoturístico y de Educación Ambiental Arcos del Sitio que consta de 54 hectáreas y alberga deportes como el senderismo, bicicleta de montaña y camping. La zona está llena de reptiles, anfibios y aves. Cada año, aproximadamente 750 000 personas visitan este parque. 

### Xochitla
El Parque Ecológico Xochitla se encuentra sobre la Autopista México-Querétaro a un costado de la caseta de cobro en los límites del municipio con Teoloyucan a tres kilómetros fuera de la ciudad de Tepotzotlán, que solía ser una hacienda conocida como "La Resurrección". Actualmente está cerrado y no se conoce con precisión cuál será el uso del ex parque. 
Se trata de unas 70 hectáreas de terreno con cerca de 7000 especies de árboles y otras plantas. Además, contaba con talleres, juegos infantiles, exposiciones, un invernadero y un lago con una amplia variedad de plantas acuáticas y también albergaba un árbol de ginkgo biloba de la antigua de China.

### Parque Estatal Sierra de Tepotzotlán
El parque estatal Sierra de Tepotzotlán comprende 13.175 hectáreas en los municipios de Tepotzotlán y Huehuetoca. Fue declarado un parque estatal y zona de preservación ecológica en el año 1977. Sin embargo, desde entonces, gran parte del parque fue desarmado para establecer la Base militar 37C.
La sierra contiene bosques de encinos, madroños y coscoja, con zonas de matorral y prados. En las zonas de baja altitud existen cactus y agave. A lo largo del río que pasa hay fresnos, los árboles del cielo, sauces y otros. 
La vida silvestre se compone de pequeños mamíferos como coyotes y ardillas, así como un gran número de aves y reptiles. Los deportes que se pueden practicar aquí incluyen caminatas, campamentos, natación, escalada en roca y rapel.

## Pinturas rupestres
Resguardadas por el olvido y hasta “escondidas” de la zona urbana, Tepotzotlán alberga las únicas pinturas rupestres a menos de 40 kilómetros del DF, de las que poco o nada se sabe y que por falta de recursos para su preservación han preferido mantener en secreto. Descubiertas por los vecinos, forman una serie de pinturas rupestres en al menos tres parajes, de las cuales en 1996 el arqueólogo José Hernández, delegado del Instituto Nacional de Antropología e Historia (INAH) en la entidad, escribió un primer y único dictamen técnico. El informe menciona decenas de manos, figuras de soles y lunas que dan cuenta del patrimonio descubierto, tanto en cuevas como en abrigos rocosos, y aunque sin un estudio directo es imposible fecharlas, sugieren que corresponden a una época anterior a la fundación de Teotihuacán.

## Santiago Cuautlalpan
A unos cuantos kilómetros de la cabecera municipal se encuentra este poblado, el cual alberga la catedral de Santiago Apóstol construida durante el siglo XVIII. Aquí se puede encontrar la zona de restaurantes de truchas y lo más atractivo es la fiesta patronal en honor a Santiago Apóstol, la cual se celebra del 16 al 31 de julio, iniciando los festejos con la tradicional cabalgata donde de la iglesia sale la imagen de Santiago Apóstol recorriendo sus calles y barrios aledaños donde se ven cerca de más de 4000 jinetes y caballos. El vestuario del santo patrón es cambiado por la comunidad cada año. Cabe mencionar que es la fiesta más grande y atractiva del municipio.

## Artesanías
Es de relevancia la presencia artesanal en este Pueblo Mágico, con trabajos en cartonería, con la elaboración de figuras fabricadas a mano; en vidrio, destaca con la construcción de vitrales y figuras artísticas, por mencionar algunos de los diversos productos del municipio. En el sector gastronómico encontramos los tradicionales vinos y rompope artesanales, así como dulces típicos de tamarindo, pinole, amaranto y mermeladas de la región.
A un costado de la presidencia municipal se encuentra la Plaza de las Artesanías, donde se comercializan artículos artesanales del municipio. Al visitar el lugar saltan a la vista cajas de madera calada, figuras de vidrio estirado, artículos de bronce, piezas textiles, herrería artística y accesorios de piel. Es recomendable hacer una visita a la plaza los fines de semana, así como buscar los locales con el distintivo “Hecho en Tepotzotlán”.
Actualmente, Tepotzotlán cuenta con 111 artesanas y artesanos de acuerdo con el Registro Estatal de Artesanas y Artesanos, agosto 2023, los cuales sobresalen en las ramas Gastronomía Artesanal, con la elaboración de pan de feria; Talabartería y Peletería, con la confección de cinturones; Madera, con la fabricación de cuadros; Textiles, con la creación de carpetas; y Fibras Vegetales, con sus floreros.